# Hummer
 For alternative betydninger, se Hummer (bilmærke).
Hummeren (Homarus gammarus) er et tibenet krebsdyr, der er udbredt langs Europas kyster, især langs den norske kyst og i Nordsøen. Den forekommer almindeligst på 2-30 m dybde på stenet eller klippefuld grund med alger. Hummeren jager om natten og lever især af muslinger, småfisk, rejer og ådsler.
Den kendes på det cylindriske skjold, den hvælvede hale og de store klosakse, der er ulige store, og hvor den største bruges til at knuse byttet med. Hummeren er blåsort med et violet skær og nogle gange lysere.

## Levevis
Hummeren bliver kønsmoden i en alder af 7-8 år og med en længde på ca. 22 cm. Parringen finder sted ved, at hannen med sine rendeformede 1. par halefødder placerer sæden i en geleagtig masse i et lommeformet sædgemme på hunnens bug.
Æglægningen sker først et år senere, hvor hunnen lægger sig på ryggen, og æggene befrugtes, når de passerer sædgemmet. Æggene fæstes til roden af halefødderne og bæres af hunnen i næsten et år. Antallet af æg afhænger af hunnens størrelse. For eksempel har en 25 cm stor hun ca. 8.000 æg, mens en 38 cm stor hun har 32.000 æg. Larverne klækkes ved en størrelse på knap 1 cm og lever pelagisk. Efter en måned er de dobbelt så store og ligner de voksne hummer. De søger herefter ned på bunden.

### Skalskifte
Mens den vokser, bliver hummeren nødt til at skifte skallen. Hummeren kravler da i sikkerhed for fjender, da den nye skal er blød, og den først kan bevæge sig igen efter et par dage. Skallen er helt hård igen efter en måned. Unge hummere skifter skal en gang om året, mens ældre hummere skifter hvert andet år. Væksten per skalskifte er omkring 2 cm. En smørhummer, det vil sige en hummer, der fornylig har skiftet skal, risikerer kannibalisme fra andre hummere.

### Gendannelse af klo
Hummeren er, som mange andre krebsdyr, så praktisk indrettet, at hvis den mister en klo, så vokser der en ny ud. Den både fanger sit bytte med sine kløer og holder det fast med kløerne.